# قلمرو نوشمالگان

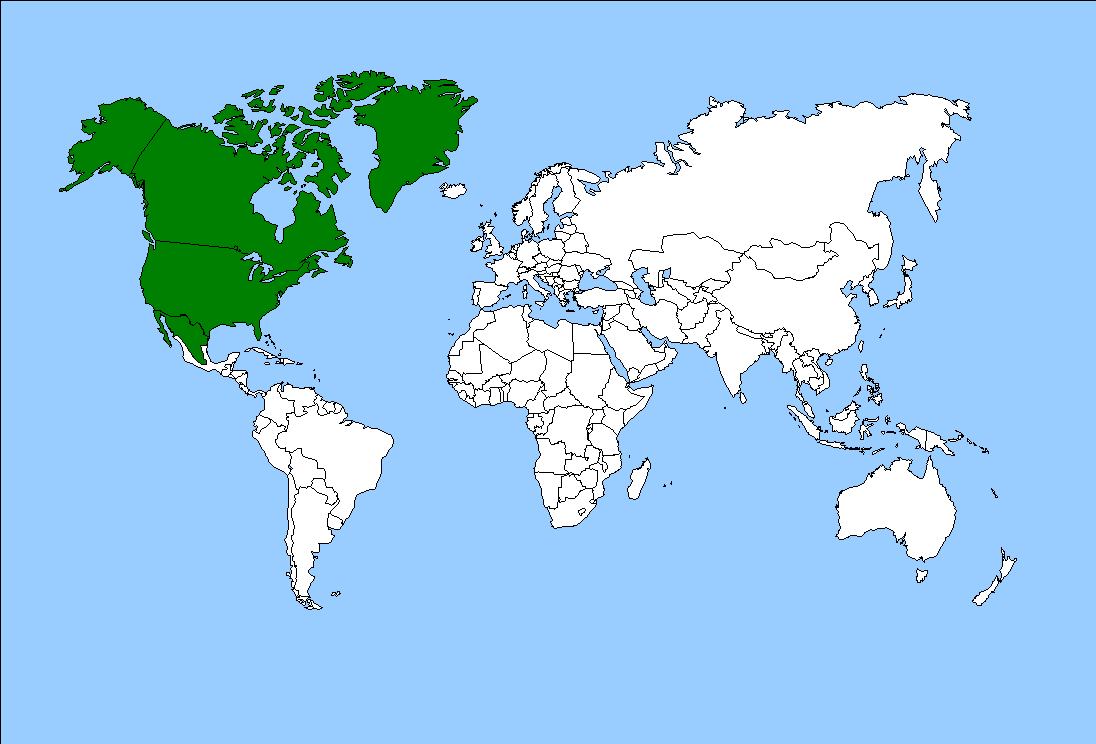
قلمرو نوشمالگان با رنگ سبز نشان داده شده است

قلمرو نوشمالگان (نئارکتیک) (به انگلیسی: Nearctic ecozone) (قلمرو زیست‌جغرافیایی نئارکتیک) یکی از هشت قلمرو زیست‌جغرافیایی در تقسیم‌بندی خشکی‌های سطح زمین است.
قلمرو نوشمالگان بسیاری از سرزمین‌های آمریکای شمالی، از جمله گرینلند، فلوریدای مرکزی، و ارتفاعات مکزیک را پوشش می‌دهد. بخش‌هایی از شمال آمریکا که در حوزه قلمرو نوشمالگان نیستند: مکزیک شرقی، جنوب فلوریدا، آمریکای مرکزی و جزایر کارائیب که بخشی از قلمرو نوگرمسیری، همراه با آمریکای جنوبی است.

## بوم‌ناحیه‌های قلمرو نوشمالگان
| بوم‌ناحیه‌های جنگل‌های پهن‌برگ خشک حاره‌ای و جنب‌حاره‌ای نوشمالگان | بوم‌ناحیه‌های جنگل‌های پهن‌برگ خشک حاره‌ای و جنب‌حاره‌ای نوشمالگان |
| ----------------------------------------------------------- | ----------------------------------------------------------- |
| جنگل سونوران–سینالوان                                       | مکزیک                                                       |

| بوم‌ناحیه‌های جنگل‌های سوزنی‌برگ حاره‌ای و جنب‌حاره‌ای قلمرو نوشمالگان | بوم‌ناحیه‌های جنگل‌های سوزنی‌برگ حاره‌ای و جنب‌حاره‌ای قلمرو نوشمالگان |
| --------------------------------------------------------------- | --------------------------------------------------------------- |
| جنگل‌های سوزنی‌برگ جنب‌حاره‌ای برمودا                               | برمودا                                                          |

| بوم‌ناحیه‌های جنگل‌های پهن‌برگ و مخلوط معتدله قلمرو نوشمالگان | بوم‌ناحیه‌های جنگل‌های پهن‌برگ و مخلوط معتدله قلمرو نوشمالگان |
| --------------------------------------------------------- | --------------------------------------------------------- |
| Allegheny Highlands forests                               | ایالات متحده آمریکا                                       |
| Appalachian mixed mesophytic forests                      | ایالات متحده آمریکا                                       |
| Appalachian–Blue Ridge forests                            | ایالات متحده آمریکا                                       |
| جنگل‌های سخت‌چوب مرکزی ایالات متحده آمریکا                  | ایالات متحده آمریکا                                       |
| East Central Texas forests                                | ایالات متحده آمریکا                                       |
| Eastern forest–boreal transition                          | کانادا، ایالات متحده آمریکا                               |
| Eastern Great Lakes lowland forests                       | کانادا، ایالات متحده آمریکا                               |
| Gulf of St. Lawrence lowland forests                      | کانادا                                                    |
| Middle Atlantic coastal forests                           | ایالات متحده آمریکا                                       |
| Mississippi lowland forests                               | ایالات متحده آمریکا                                       |
| جنگل‌های نیو انگلند–اکادیان                                | کانادا، ایالات متحده آمریکا                               |
| Northeastern coastal forests                              | ایالات متحده آمریکا                                       |
| Ozark Mountain forests                                    | ایالات متحده آمریکا                                       |
| جنگل‌های کاج و بلوط غربی سیرا مادره                        | مکزیک، ایالات متحده آمریکا                                |
| Sierra Madre Oriental pine–oak forests                    | مکزیک، ایالات متحده آمریکا                                |
| Southeastern mixed forests                                | ایالات متحده آمریکا                                       |
| Southern Great Lakes forests                              | کانادا، ایالات متحده آمریکا                               |
| Upper Midwest forest–savanna transition                   | ایالات متحده آمریکا                                       |
| Western Great Lakes forests                               | کانادا، ایالات متحده آمریکا                               |
| Willamette Valley forests                                 | ایالات متحده آمریکا                                       |

| بوم‌ناحیه‌های جنگل‌های سوزنی‌برگ معتدله قلمرو نوشمالگان | بوم‌ناحیه‌های جنگل‌های سوزنی‌برگ معتدله قلمرو نوشمالگان |
| --------------------------------------------------- | --------------------------------------------------- |
| Alberta Mountain forests                            | کانادا                                              |
| Alberta-British Columbia foothills forests          | کانادا                                              |
| Arizona Mountains forests                           | ایالات متحده آمریکا                                 |
| Atlantic coastal pine barrens                       | ایالات متحده آمریکا                                 |
| Blue Mountains forests                              | ایالات متحده آمریکا                                 |
| British Columbia mainland coastal forests           | کانادا، ایالات متحده آمریکا                         |
| Cascade Mountains leeward forests                   | کانادا، ایالات متحده آمریکا                         |
| Central and Southern Cascades forests               | ایالات متحده آمریکا                                 |
| Central British Columbia Mountain forests           | کانادا                                              |
| Central Pacific coastal forests                     | کانادا، ایالات متحده آمریکا                         |
| Colorado Rockies forests                            | ایالات متحده آمریکا                                 |
| Eastern Cascades forests                            | کانادا، ایالات متحده آمریکا                         |
| Fraser Plateau and Basin complex                    | کانادا                                              |
| Florida scrub                                       | ایالات متحده آمریکا                                 |
| Great Basin montane forests                         | ایالات متحده آمریکا                                 |
| Haida Gwaii                                         | کانادا                                              |
| Klamath-Siskiyou forests                            | ایالات متحده آمریکا                                 |
| Middle Atlantic coastal forests                     | ایالات متحده آمریکا                                 |
| North Central Rockies forests                       | کانادا، ایالات متحده آمریکا                         |
| Northern California coastal forests                 | ایالات متحده آمریکا                                 |
| Northern Pacific coastal forests                    | کانادا، ایالات متحده آمریکا                         |
| Northern transitional alpine forests                | کانادا                                              |
| Okanagan dry forests                                | کانادا، ایالات متحده آمریکا                         |
| Piney Woods forests                                 | ایالات متحده آمریکا                                 |
| Puget lowland forests                               | کانادا، ایالات متحده آمریکا                         |
| جنگل‌های سیرا ژوارز و سن پدرو مارتیر پاین–اوک        | مکزیک                                               |
| بوم‌شناسی سیرا نوادا                                 | ایالات متحده آمریکا                                 |
| South Central Rockies forests                       | ایالات متحده آمریکا                                 |
| Southeastern conifer forests                        | ایالات متحده آمریکا                                 |
| Wasatch and Uinta montane forests                   | ایالات متحده آمریکا                                 |

| بوم‌ناحیه‌های تایگا/جنگل‌های شمالی قلمرو نوشمالگان | بوم‌ناحیه‌های تایگا/جنگل‌های شمالی قلمرو نوشمالگان |
| ----------------------------------------------- | ----------------------------------------------- |
| Alaska Peninsula montane taiga                  | ایالات متحده آمریکا                             |
| Central Canadian Shield forests                 | کانادا                                          |
| Cook Inlet taiga                                | ایالات متحده آمریکا                             |
| Copper Plateau taiga                            | ایالات متحده آمریکا                             |
| Eastern Canadian forests                        | کانادا                                          |
| Eastern Canadian Shield taiga                   | کانادا                                          |
| Interior Alaska–Yukon lowland taiga             | کانادا، ایالات متحده آمریکا                     |
| Mid-Continental Canadian forests                | کانادا                                          |
| Midwestern Canadian Shield forests              | کانادا                                          |
| Muskwa–Slave Lake forests                       | کانادا                                          |
| جنگل‌های کوهستان نیوفاندلند                      | کانادا                                          |
| Northern Canadian Shield taiga                  | کانادا                                          |
| Northern Cordillera forests                     | کانادا                                          |
| Northwest Territories taiga                     | کانادا                                          |
| South Avalon–Burin oceanic barrens              | کانادا، فرانسه (سن-پیر و میکلون)                |
| Southern Appalachian spruce–fir forest          | ایالات متحده آمریکا                             |
| Southern Hudson Bay taiga                       | کانادا                                          |
| جنگل‌های خشک داخلی یوکان                         | کانادا                                          |

| بوم‌ناحیه‌های علفزارها، گرم‌دشت‌ها و درختچه‌زارهای حاره‌ای و جنب‌حاره‌ای قلمرو نوشمالگان | بوم‌ناحیه‌های علفزارها، گرم‌دشت‌ها و درختچه‌زارهای حاره‌ای و جنب‌حاره‌ای قلمرو نوشمالگان |
| -------------------------------------------------------------------------------- | -------------------------------------------------------------------------------- |
| Western Gulf coastal grasslands                                                  | مکزیک، ایالات متحده آمریکا                                                       |

| بوم‌ناحیه‌ها علفزارها، گرم‌دشت‌ها و درختچه‌زارهای معتدله قلمرو نوشمالگان | بوم‌ناحیه‌ها علفزارها، گرم‌دشت‌ها و درختچه‌زارهای معتدله قلمرو نوشمالگان |
| ------------------------------------------------------------------- | ------------------------------------------------------------------- |
| California Central Valley grasslands                                | ایالات متحده آمریکا                                                 |
| Canadian aspen forests and parklands                                | کانادا، ایالات متحده آمریکا                                         |
| Central and Southern mixed grasslands                               | ایالات متحده آمریکا                                                 |
| Central forest–grasslands transition                                | ایالات متحده آمریکا                                                 |
| Central tall grasslands                                             | ایالات متحده آمریکا                                                 |
| Columbia Plateau                                                    | ایالات متحده آمریکا                                                 |
| Edwards Plateau savanna                                             | ایالات متحده آمریکا                                                 |
| Flint Hills tall grasslands                                         | ایالات متحده آمریکا                                                 |
| Montana valley and foothill grasslands                              | ایالات متحده آمریکا                                                 |
| Nebraska Sand Hills mixed grasslands                                | ایالات متحده آمریکا                                                 |
| Northern mixed grasslands                                           | کانادا، ایالات متحده آمریکا                                         |
| Northern short grasslands                                           | کانادا، ایالات متحده آمریکا                                         |
| Northern tall grasslands                                            | کانادا، ایالات متحده آمریکا                                         |
| Palouse grasslands                                                  | ایالات متحده آمریکا                                                 |
| Texas blackland prairies                                            | ایالات متحده آمریکا                                                 |
| Western short grasslands                                            | ایالات متحده آمریکا                                                 |

| بوم‌ناحیه‌های توندرای قلمرو نوشمالگان           | بوم‌ناحیه‌های توندرای قلمرو نوشمالگان |
| --------------------------------------------- | ----------------------------------- |
| Alaska–St. Elias Range tundra                 | کانادا، ایالات متحده                |
| جزایر آلیوتی                                  | ایالات متحده                        |
| Arctic coastal tundra                         | کانادا، ایالات متحده                |
| Arctic foothills tundra                       | کانادا، ایالات متحده                |
| Baffin coastal tundra                         | کانادا                              |
| Beringia lowland tundra                       | ایالات متحده                        |
| Beringia upland tundra                        | ایالات متحده                        |
| Brooks–British Range tundra                   | کانادا، ایالات متحده                |
| Davis Highlands tundra                        | کانادا                              |
| High Arctic tundra                            | کانادا                              |
| Interior Yukon–Alaska alpine tundra           | کانادا، ایالات متحده                |
| Kalaallit Nunaat high arctic tundra           | گرینلند                             |
| Kalaallit Nunaat low arctic tundra            | گرینلند                             |
| Low Arctic tundra                             | کانادا                              |
| Middle Arctic tundra                          | کانادا                              |
| Ogilvie–MacKenzie alpine tundra               | کانادا، ایالات متحده                |
| Pacific Coastal Mountain icefields and tundra | کانادا، ایالات متحده                |
| کوه تورنگات                                   | کانادا                              |

| بوم‌ناحیه‌های جنگل‌ها، درختزارها و بوته‌زارهای مدیترانه‌ای قلمرو نوشمالگان | بوم‌ناحیه‌های جنگل‌ها، درختزارها و بوته‌زارهای مدیترانه‌ای قلمرو نوشمالگان |
| --------------------------------------------------------------------- | --------------------------------------------------------------------- |
| California coastal sage and chaparral                                 | مکزیک، ایالات متحده آمریکا                                            |
| California interior chaparral and woodlands                           | ایالات متحده آمریکا                                                   |
| California montane chaparral and woodlands                            | ایالات متحده آمریکا                                                   |

| بوم‌ناحیه‌های بیابان‌ها و درختچه‌زارهای خشک قلمرو نوشمالگان | بوم‌ناحیه‌های بیابان‌ها و درختچه‌زارهای خشک قلمرو نوشمالگان |
| ------------------------------------------------------- | ------------------------------------------------------- |
| بیابان باخا کالیفرنیا                                   | مکزیک                                                   |
| Central Mexican matorral                                | مکزیک                                                   |
| بیابان چی‌واوا                                           | مکزیک، ایالات متحده آمریکا                              |
| Colorado Plateau shrublands                             | ایالات متحده آمریکا                                     |
| Columbia Plateau shrublands                             | کانادا، ایالات متحده آمریکا                             |
| بیابان گریت بیسین                                       | ایالات متحده آمریکا                                     |
| Gulf of California xeric scrub                          | مکزیک                                                   |
| Meseta Central matorral                                 | مکزیک                                                   |
| بیابان موهاوی                                           | ایالات متحده آمریکا                                     |
| Snake–Columbia shrub steppe                             | ایالات متحده آمریکا                                     |
| بیابان سونورا                                           | مکزیک، ایالات متحده آمریکا                              |
| Tamaulipan matorral                                     | مکزیک                                                   |
| Tamaulipan mezquital                                    | مکزیک، ایالات متحده آمریکا                              |
| Wyoming Basin shrub steppe                              | ایالات متحده آمریکا                                     |

| بوم‌ناحیه‌های مانگرو قلمرو نوشمالگان | بوم‌ناحیه‌های مانگرو قلمرو نوشمالگان |
| ---------------------------------- | ---------------------------------- |
| Northwest Mexican Coast mangroves  | مکزیک                              |